# شهرستان تایبای
شهرستان تایبای (به لاتین: Taibai County) یک شهرستان‌های جمهوری خلق چین در چین است که در باوژی واقع شده است.